# XNA

logo

XNA (XNA’s Not Acronymed) Game Studio Express is een door Microsoft ontwikkelde en in december 2006 uitgebrachte game-ontwikkelomgeving, voornamelijk bedoeld voor studenten en hobbyisten. XNA Game Studio Express wordt geleverd als een (gratis) uitbreiding voor Visual C# Express 2005 en maakt het mogelijk om games te ontwerpen voor Windows, Xbox 360, Zune media spelers en Windows Phone 7.
XNA Game Studio Express is opgebouwd rond het XNA Framework, dat is gebaseerd op het .NET Framework 2.0. Het is uitgerust met een set managed code en een uitgebreide klassenbibliotheek die is geoptimaliseerd voor gamedevelopment. Een ander component, de XNA Framework Content Pipeline toolset, maakt het ontwerpers mogelijk om gemakkelijk 3D in de te ontwerpen games op te nemen.
De programmeertaal die gebruikt wordt om games te ontwikkelen is C#.

## Multiplatform
Tijdens de ontwikkelaarsbijeenkomst MIX10 werd een demonstratie gegeven van een XNA-spel dat via een Windows-pc, een Xbox 360 en een Windows Phone werd gespeeld. Er kan rond de negentig procent aan code gedeeld worden gebruikt.

## XNA Game Studio 2.0
De opvolger, XNA Game Studio 2.0, kent een aantal verbeteringen en uitbreidingen. Zo werkt deze versie met alle volledige versies van Visual Studio 2005 en zorgt een vernieuwde interface voor een betere interactie met de Xbox 360-console. Verder zijn nieuwe API’s toegevoegd die integratie van Xbox Live mogelijk maken. XNA Game Studio 2.0 is uitgebracht op 13 december 2007.

## XNA Game Studio 3.0
Op 7 mei 2008 is een voorlopige versie van de opvolger van XNA Game Studio 2.0 uitgebracht: XNA Game Studio 3.0 Community Technical Preview (CTP). Met deze voorlopige versie is het overigens niet mogelijk om Xbox 360-games te ontwikkelen. De definitieve versie, XNA Game Studio 3.0, is uitgebracht op 30 oktober 2008. Met deze versie is het mogelijk om naast het Windowsplatform en de Xbox 360-console, games te ontwerpen voor het Zune-platform. Om met XNA Game Studio 3.0 te kunnen werken is Microsoft Visual Studio 2008 (Standard Edition of hoger) of Visual C# 2008 Express Edition nodig.

## XNA Game Studio 3.1
Op 24 maart 2009 is op de Game Developers Conference in San Francisco de komst van XNA Game Studio 3.1 aangekondigd, en op 11 juni 2009 is de definitieve versie uitgebracht. Deze nieuwe versie heeft een aantal nieuwe functies en verbeterde functionaliteit meegekregen zoals ondersteuning voor Xbox 360-avatars, het afspelen van video en ondersteuning voor Xbox Live Party. De Content Pipeline en de audio API zijn geoptimaliseerd en er zijn functies toegevoegd voor Zune HD, waaronder ondersteuning voor multitouchscreen en de ingebouwde versnellingsmeter. Met XNA Game Studio 3.1 is het mogelijk om zowel 3.0 als 3.1 projecten te bouwen en kun je met versie 3.0 gemaakte projecten upgraden naar versie 3.1.

## XNA Game Studio 4.0
Op 9 maart 2010 is op de Game Developers Conference in San Francisco de komst van XNA Game Studio 4.0 aangekondigd. Op 16 september 2010 werd de definitieve versie uitgebracht. Deze nieuwe versie heeft een aantal nieuwe functies en verbeterde functionaliteit meegekregen zoals ondersteuning voor de Windows 7 Phone (inclusief 3D-hardwareversnelling), framework hardwareprofielen, configureerbare effecten, ingebouwde state-objecten, videokaartscalers en oriëntaties, multitouch-invoer, microfoon-ondersteuning en gebufferde geluidsweergave. Deze versie van XNA kan alleen gebruikt worden met Microsoft Visual Studio 2010 en latere versies.